# Шмид, Доминик (гандболист)
Доминик Шмид (нем. Dominik Schmid, родился 7 сентября 1989 в Брегенце) — австрийский гандболист, разыгрывающий немецкой команды «Битигхайм» и сборной Австрии.

## Карьера

### Клубная
До 2014 года представлял австрийскую команду «Альпла Хард», с ней выигрывал с 2012 по 2014 годы чемпионат Австрии, а в 2014 году завоевал и Кубок Австрии. С 2014 года представляет команду Бундеслиги Германии «Битигхайм».

### В сборной
Сыграл 30 матчей и забил 42 гола.